# Витез (футбольный клуб)
«Ви́тез» ― футбольный клуб из Боснии и Герцеговины, базируется в городе Витез, клуб был основан в 1947 году и в настоящее время играет в Премьер-лиге Боснии и Герцеговины.
Клуб принимает гостей на Городском стадионе города Витеза, вмещающем 3000 зрителей.
В момент своего создания в 1947 году клуб назывался «Радником», кроме того он носил наименование «Слога», а с 1954 — нынешнее. Кроме того в него дважды включалось название спонсоров клуба — «Витез-ФИС» (2004 год) и «Экос-Витез» (2009 год).